# Městské dívčí reformní reálné gymnasium
Městské dívčí reformní reálné gymnasium je zrušené gymnázium v Praze-Smíchově v ulici Drtinova.

## Historie
Roku 1910 byl založen „Spolek pro zřízení a vydržování městského dívčího lycea na Smíchově“. Jeho zakladatelem byl Dr. Prof. František Drtina, kterého kolegium zvolilo do ústavního kuratoria. V letech 1926–1928 postavil architekt Jaroslav Rössler pro ústav novou budovu. Od výročního roku 1930 neslo gymnázium Drtinovo jméno.

### Po roce 1945
Od roku 1945 sídlila v budově Střední pedagogická škola a od roku 1953 Základní škola.

## Názvy školy
- Drtinovo reálné gymnasium na Smíchově, Drtinova 1
- původně Soukromé lyceum (vznik roku 1910)
- roku 1914 převzato Obcí smíchovskou a přeměněno v Městské dívčí lyceum na Smíchově
- později České městské dívčí reformní reálné gymnasium Praha XVI. (od roku 1928 na adrese Praha XVI., Husova 17)
- v letech 1952–1991 Nikose Belojannise
- po roce 1991 Drtinova[3]